# Экономика Малави
Малави — аграрная страна. Принадлежит к группе наименее развитых государств мира.

## Сельское хозяйство
В сельском хозяйстве занято 90 % трудоспособного населения (2003), оно даёт около 33 % ВВП (2015). Малави занимает второе место в Африке после Кении по экспорту табака и чая. Табак является главной товарной культурой, табачные плантации Малави обеспечивают до 76 % валютных поступлений страны, при этом, по некоторым оценкам, до половины работающих на выращивании табака являются несовершеннолетними
По состоянию на 2022 год в основном выращивается батат (8,1 млн т), маниока (6,2 млн т), кукуруза (3,7 млн т), сахарный тростник (3,1 млн т), манго (1,9 млн т), картофель (1,5 млн т), томаты (730 тыс. т), голубиный горох (450 тыс. т), бананы (420 тыс. т) и плантаны (400 тыс. т), арахис (350 тыс. т), ананасы (330 тыс. т), мандарины (150 тыс. т), чай (208 тыс. т), табак (104 тыс. т).
Животноводство слабо развито из-за распространения мухи цеце.

## Промышленность
В промышленности занято 10 % трудоспособного населения, оно даёт 17 % ВВП. Ведётся добыча известняка, кустарная добыча золота, причем существенная часть золота контрабандой вывозится из страны. Работают заводы по переработке сельскохозяйственного сырья и по производству сахара и цемента. Развивается текстильная и обувная промышленность.

## Электроэнергетика
Наличие на реках многочисленных водопадов и порогов создает благоприятные условия для развития гидроэнергетики (вырабатывает 96,7 % всей электроэнергии). На порогах р. Шире построены гидроэлектростанции Нкула и Тедзани. Тепловые электростанции используют импортируемую нефть и каменный уголь.

## Транспорт
Аэропорты
- всего — 32 (2013)[1], в том числе:
  - с твёрдым покрытием — 7
  - без твёрдого покрытия — 25

Автомобильные дороги
- всего — 15 450 км (2011)[1], в том числе:
  - с твёрдым покрытием — 6951 км
  - без твёрдого покрытия — 8499 км

Железные дороги
- всего — 767 км (2014)[1]

Железными дорогами на основании концессии управляет частный консорциум Central East African Railways. Используется капская колея (1067 мм).

## Торговля
- Экспорт: $1,185 млрд (2015)[1]
- Статьи экспорта: табак, чай, сахар, хлопок, кофе, арахис
- Партнёры по экспорту: Бельгия 12,4 %, Зимбабве 10,4 %, ЮАР 6,8 %, Германия 6,8 %, Россия 6,6 %, Канада 6,1 %, США 6 % (2014)
- Импорт: $2,664 млрд (2015)[1]
- Статьи импорта: продовольствие, топливо, машины и оборудование
- Партнёры по импорту: ЮАР 26,2 %, Индия 15,5 %, Китай 10 %, Замбия 9,8 %, Танзания 5,4 % (2014)